# Mohammad Daoud Khan
Pour les articles homonymes, voir Khan (homonymie).
Le prince Mohammad Daoud Khan (en pachto : محمد داود خان), né le 18 juillet 1909 à Kaboul et mort le 27 avril 1978 dans la même ville, est un homme d'État afghan, premier président de la république d’Afghanistan de 1973 à 1978.
L’Afghanistan devient une république à la suite du coup d’État du prince Mohammad Daoud Khan le 17 juillet 1973. Ce coup d’État met un frein brutal à la liberté politique de la période constitutionnelle engagée par le roi Mohammad Zaher Shah, son cousin, auquel il succède.
Il est assassiné dans la nuit du 27 au 28 avril 1978, lors du coup d'État mené par le chef du Parti démocratique du peuple afghan (PDPA) pro-soviétique, Nour Mohammad Taraki,, , durant la révolution de Saur.

## Biographie
Mohammad Daoud Khan est le fils du prince Mohammad Aziz Khan et le cousin du roi Mohammed Zaher Chah.

### Les débuts
Le roi Mohammad Nadir Shah le nomme major général en 1932 ; il sert comme commandant militaire de plusieurs provinces et, de 1939 à 1947, dirige les forces centrales armées de Kaboul. En 1946, le Premier ministre Shah Mahmud Khan, son oncle, le nomme ministre de la Défense. Après un désaccord avec ce dernier, il est envoyé à Paris comme ambassadeur en 1948. Il retourne dans son pays un an plus tard pour servir de ministre de l’Intérieur et dirigeant des Affaires des tribus provinciales. À ce dernier poste, il exacerbe la dispute déjà existante entre l’Afghanistan et le tout nouvel État du Pakistan, faisant constamment de vigoureuses annonces de soutien pour l’autonomie de la province des Pachtounes, dans les territoires pakistanais.

### Premier ministre (1953-1963)
En 1953, à la tête d'une « révolution de palais », Daoud Khan prend la tête du gouvernement afghan au détriment de son cousin, le roi Mohammad Zaher Shah qui, bien que marginalisé, reste sur le trône afghan.
Il est Premier ministre de 1953 à 1963 (période connue sous le nom de la « décennie Daoud »), et tente de moderniser et d’industrialiser le pays. En 1959, lors de la célébration du jour de l’indépendance, il crée une mini-révolution en apparaissant en public avec de hauts gradés de l’armée et quelques autres membres de la famille royale, accompagnés de leurs femmes et filles non voilées. Certains mollahs, qui protestent et appellent à renverser le gouvernement, sont emprisonnés pour trahison et hérésie.
Durant son mandat de Premier ministre, il maintient le statut politique de non-alignement et soutient ouvertement les Pachtounes dans la confrontation de 1963 avec le Pakistan en vue de donner au pays un accès routier à la mer. Le conflit crée une grave crise économique qui le contraint à la démission.

### Président de la République (1973-1978)
Mohammad Daoud Khan est la cible principale de la loi constitutionnelle de 1964 qui empêche tout membre de la famille royale d’exercer un quelconque poste politique ou militaire. Avec le soutien armé de l’Union soviétique, il prend le contrôle du pays le 17 juillet 1973. Il instaure alors une république dont il s'autoproclame président.
Dans son premier cabinet, Daoud nomme sept membres du Parti communiste Parcham (le « drapeau »), dont le chef, Babrak Karmal est un temps considéré par certains observateurs comme le numéro deux officieux du régime. Cependant, les relations entre Daoud Khan et le Parcham se dégradent à partir de 1975, les membres du parti étant relégués à des ministères moins importants, et sont définitivement rompues en 1977.
Durant sa présidence, Daoud Khan continue son effort de modernisation et de centralisation du pays, qui s'effectue aux dépens des structures féodales et tribales traditionnelles. Cette politique alimente un fort ressenti à travers les campagnes, sur lesquelles Kaboul n'a toujours eu qu'une autorité somme toute très relative, et donne de surcroît des résultats mitigés. Par exemple, ses tentatives d'imposer le service militaire aux tribus Shinwari, de faire payer l'impôt aux populations de la région de Kandahar, ou de désarmer les tribus autour de Jalalabad se soldent par des échecs. Les représentants du gouvernement en province, traditionnellement traités avec suspicion, sont encore plus mal vus depuis que le roi, qui était réputé le représentant de Dieu sur terre, a été exilé par Daoud Khan. 
Le 22 juillet 1975 a lieu dans le Pandjchir la première révolte islamiste, à laquelle participent Burhanuddin Rabbani, Ahmad Shah Massoud et Gulbuddin Hekmatyar. Des hommes prennent les armes dans tout le nord-est de l’Afghanistan contre le régime de Kaboul considéré comme athée, et sont écrasés par l’armée, dans laquelle l'influence communiste augmente peu à peu, surtout auprès des jeunes officiers ayants étés formés en URSS, nombreux à se trouver déçus par la tournure du régime. Daoud tente bien de prendre quelques distances avec les parchami, et tente d’améliorer ses relations avec l’Iran, le Pakistan et l’Arabie saoudite, mais il a besoin de l’armée et a les poings liés jusqu’au coup d’État communiste de 1978.

### Révolution
Alors que Mohammad Daoud Khan a tourné le dos aux Soviétiques en 1977, ces derniers offrent un soutien militaire et financier au Parti démocratique populaire d'Afghanistan (PDPA) qui organise un putsch militaire pour le renverser. Celui-ci, appelé la « révolution de Saur », se déroule le 27 avril 1978, dix jours après l’assassinat de Mir Akbar Khyber, membre du PDPA. Mohammad Daoud Khan est assassiné le soir même, ainsi que sa femme et plusieurs membres de sa famille.

## Famille
En 1934, Mohammad Daoud Khan épouse la princesse Zamina Begum (11 janvier 1917 – 28 avril 1978), sœur du roi Zaher. Ils ont quatre fils et quatre filles :
- Zarlasht Daoud Khan
- Khalid Daoud Khan (1947-1978), père de :
  - Tariq Daoud Khan
- Wais Daoud Khan (1947-1978), père de quatre enfants :
  - Turan Daoud Khan (né en 1972)
  - Ares Daoud Khan (1973-1978)
  - Waygal Daoud Khan (1975-1978)
  - Zahra Khanum (née en 1970)
- Muhammad 'Umar Daoud Khan (mort en 1978), père de deux filles :
  - Hila Khanum (1961-1978)
  - Ghazala Khanum (1964-1978)
- Dorkhanai Begum
- Zarlasht Khanum (morte en 1978)
- Shinkay Begum (morte en 1978)
- Torpekay Begum

## Funérailles

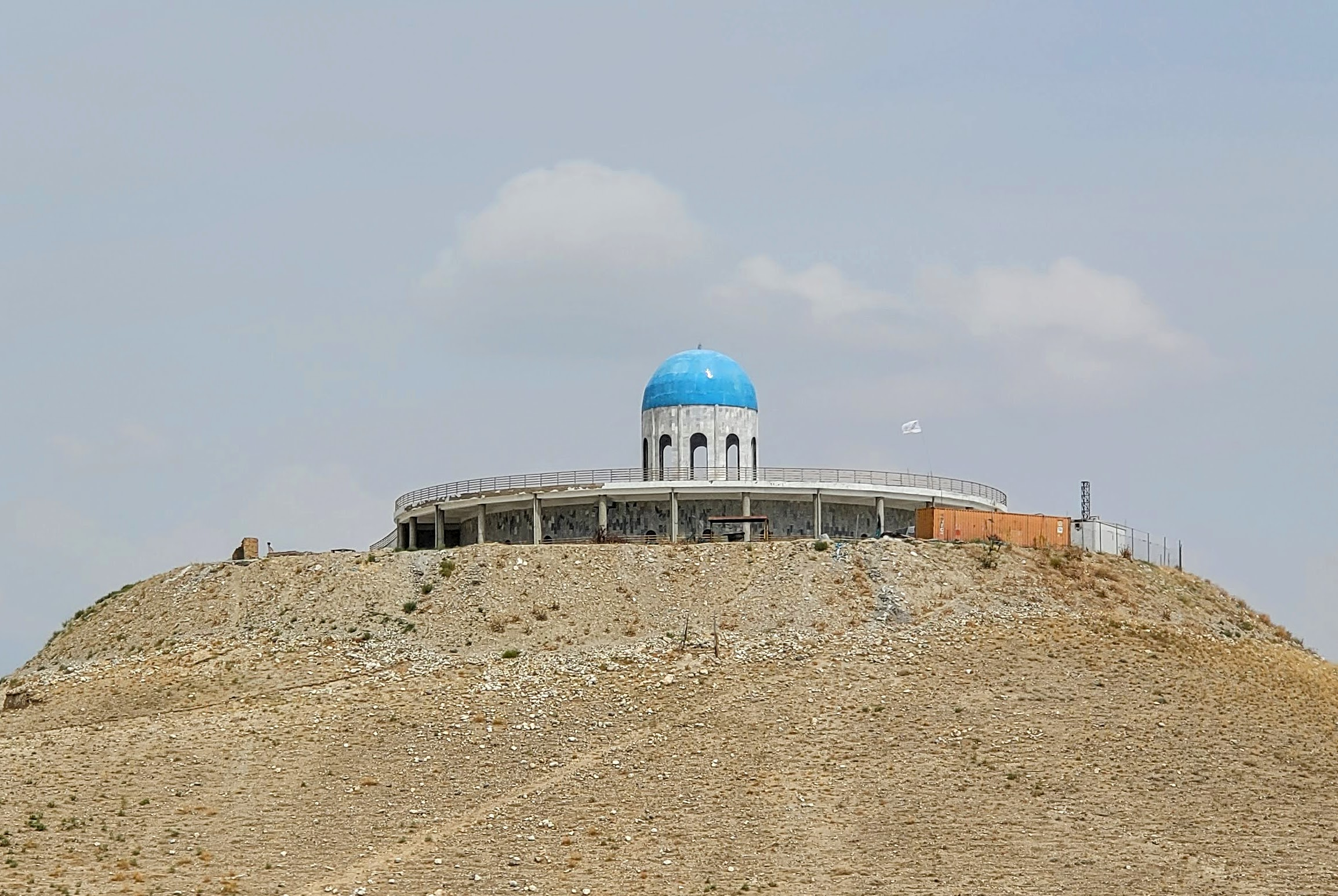
Mausolée de Daoud et de sa famille.

Le 28 juin 2008, les restes de Daoud, de dix-sept membres de sa famille et de douze autres personnes de son entourage sont exhumés de deux fosses devant les murs de la prison de Pul-e-Charkhi à l'est de Kaboul. Le 8 décembre suivant, son corps est formellement identifié grâce aux empreintes dentaires et la présence d'un petit Coran en or offert par le roi d'Arabie saoudite. 
Le 17 mars 2009, le gouvernement afghan organise des funérailles d'État pour Daoud et sa famille, en présence de sa fille Dorkhanai, son seul enfant survivant, qui sont inhumés dans un mausolée sur une colline à l'ouest de la capitale.